# Thalurania colombica fannyae
El zafiro coroniverde (Thalurania colombica fannyae) es un grupo de subespecies perteneciente a la especie Thalurania colombica de la familia Trochilidae los —colibríes—. Ya fue tratado como una especie separada, Thalurania fannyi, pero este tratamiento no se sostiene y ha sido nuevamente unido a T. colombica.

## Distribución y hábitat
Se encuentra en bosques húmedos de altura y el crecimiento segundos desde el este de Panamá, al sur por el oeste de Colombia (incluido el valle del río Cauca) y Ecuador, al extremo norte-oeste de Perú. Como especie separada incluía los taxones fannyae, subtropicalis, verticeps e hypochlora. Habita en el bosque húmedo, preferentemente por debajo de 950 m de altitud.

## Descripción
Mide entre 9,5 y 10 cm de longitud; el pico tiene 2 cm de largo. Presenta corona y la mayoría del plumaje verde iridiscente, con las coberteras alares y los lados de color azul profundo iridiscente. La hembra se diferencia por tener las partes inferiores color gris claro o blancuzco.

## Taxonomía
El «grupo de subespecies de corona verde» integrado por los taxones fannyae, subtropicalis, verticeps e hypochlora, ya fue reconocido como la especie Thalurania fannyi separada de T. colombica; pero este tratamiento parece inseguro y han sido unidas nuevamente por el Comité de Clasificación de Sudamérica (SACC) en la Propuesta No 558, y seguido por las principales clasificaciones.
La subespecie hypochlora ya fue también tentativamente tratada como una especie separada, tanto de colombica como de fannyi, pero este tratamiento fue rechazado por el SACC en la Propuesta no 137.